# 希克森 (北達科他州)
希克森（英語：Hickson）是位於美國北達科他州卡斯縣的非建制地區。

## 歷史
希克森的郵局於1884年設立，其後於1975年停運。

## 地理
希克森所處的海拔為高於海平面280米（即919英呎），而該地所採用的時區為UTC-6，即北美中部时区（CST）。同時該地設有夏令時間，為UTC-6調快一小時，即UTC-5（CDT）。